# Massacre Divine
Massacre Divine è un album del gruppo hardcore punk Discharge pubblicato nel 1991 dalla Clay Records. Si tratta di uno degli album successivi alla svolta punk metal/thrash metal della band.

## Tracce
1. City of Fear – 3:11
2. F.E.D. – 2:34
3. Lost Tribe Rising – 3:02
4. Challenge Terror – 3:31
5. White Knuckle Ride – 2:25
6. New Age – 3:39
7. Terror Police – 2:34
8. Kiss Tomorrow Goodbye – 2:30
9. Sexplosion – 2:56
10. Dying Time – 2:23
11. E# 2. 30 – 1:45
12. F.E.D. (F2 mix) – 5:04
13. Terror Police (F2 mix) – 5:30

## Formazione
- Kelvin "Cal" Morris - voce
- Andy Green - chitarra
- Anthony Morgan - basso
- Garry Maloney - batteria